# Melvin Imoudu
Melvin Imoudu (Schwedt/Oder, 27 gennaio 1999) è un nuotatore tedesco, specializzato nella rana.

## Biografia
Si è affermato più volte nei campionati tedeschi a partire dal 2018, sia a livello individuale sia nelle staffette miste. Nel 2024, agli europei di Belgrado, vince la medaglia d'oro nei 100 metri rana e quella d'argento nella 4x100 metri misti mista. Nello stesso anno, alle Olimpiadi di Parigi, conclude in quarta posizione i 100 metri rana.

## Carriera
- Europei

Belgrado 2024: oro nei 100m rana, argento nella 4x100m misti mista.